# Eduardo Mendicutti
Eduardo Mendicutti   (Sanlúcar de Barrameda, 24 de març de 1948) és un escriptor i periodista espanyol.

## Biografia
Va cursar els estudis preuniversitaris als col·legis de La Salle i a l'institut Padre Luis Coloma de Jerez. El 1972 es traslladà a Madrid, on obtingué el títol de periodista; des de llavors col·labora en diferents diaris i revistes. L'any 1973 obtingé el premi Sèsam amb la seva primera novel·la, Tatuaje, que va ser censurada i encara està inèdita. La seva segona novel·la Cenizas (1974) va aparèixer per entregues a la revista Gràcia; el seu primer llibre publicat va ser Una mala noche la tiene qualquiera l'any 1982 en una editorial de Saragossa. Després Tusquets Editors ha anat publicant, amb èxit creixent de crítica i de públic a Espanya i a l'estranger, les obres de Mendicutti. Director de publicacions de Tecniberia; ha obtingut diversos premis i les seves obres han estat traduïdes a diversos idiomes. És columnista del diari El Mundo des de la seva fundació i escriu també en la revista gai Zero.

## Obres

### Novel·les
- Una mala noche la tiene cualquiera (1982)
- El salto del ángel (1985)
- Siete contra Georgia (1987)
- Tiempos mejores (1989)
- El palomo cojo (1991)
- Última conversa (1991)
- Última conversación (1993)
- Yo no tengo la culpa de haber nacido tan sexy(1997)
- El beso del cosaco (2000)
- L'àngel descurat (2002)
- El ángel descuidado (2003)
- California (2005)
- Ganas de hablar (2008)
- Mae West y yo (2011)
- Otra vida para vivirla contigo (2013)
- Furias divinas (2016)
- Malandar (2018)

### Contes
- Fuego de marzo (llibre de contes, 1995).
- "Solamente una vez", conte en l'antologia Tu piel en mi boca (2004).[3]
- Conte en l'antologia Pasiones fugaces (2004).[4]
- "anela y oro", conte en l'antologia Lo que no se dice (2014).[5]

### Cròniques
- La Susi en el vestuario blanco (2003). Cròniques estiuenques publicades en el diari El Mundo, corregides i completades.

## Premis
- Premio Sesamo 1973 per Tatuatge
- Cafè Gijón 1974 per Cendres
- Finalista del Premi Nacional de Narrativa 1992 amb El palomo cojo
- Premi Andalusia de la Crítica 2002 per El ángel descuidado
- Premi Nino Gennaro 2012, concedit pel Sicília Queer filmfest, pel seu compromís amb la defensa dels drets LGBT.[6]

## Adaptacions cinematogràfiques
- El palomo cojo (1995), film de Jaime de Armiñán, adaptació de la novel·la homònima de Mendicutti.
- Los novios búlgaros (2003), dirigida per Eloy de l'Església, basada en la novel·la homònima de Mendicutti.